# イオンいかるが店
イオンいかるが店は奈良県生駒郡斑鳩町にあるスーパーマーケットである。

## 概要
2010年 (平成22年) 11月26日に「ジャスコいかるが店」跡地に開業した。
国道25号沿いに立地する平屋建てで食料品や薬品などの日用品を中心に販売するスーパーマーケットである。
当地に在った「ジャスコいかるが店」は、1975年 (昭和50年) 6月20日に開業したが、売上が低迷すると共に建物が老朽化していたことから、2009年 (平成21年) 2月20日に閉店した。
しかし、地元住民からの食品スーパーを求められたことから、新店舗を建設して開業することになった。
ただし、旧「ジャスコいかるが店」は総合スーパー (GMS) であったが、「イオンいかるが店」は食料品や薬品などの日用品を中心に販売する食品スーパー (SSM) となり、店舗面積も約10,000m2から約3,300m2へ約3分の1の規模に縮小して再出店している。

## 沿革

### 前身
- 1975年 (昭和50年) 6月20日 - ジャスコいかるが店として開業[5]。
  - 店舗面積約10,000m2[3][4]。直営売場面積8,769m2[5]。
- 1991年 (平成3年) 9月14日 - ビッグバーンいかるが店に業態変換[5]。
  - 生鮮売り場の運営を他社の生鮮ディスカウントストアに委託。
  - その後、近畿カンパニーへ移管[5]。再びジャスコいかるが店に。
- 2009年 (平成21年) 2月20日 - ジャスコいかるが店が閉店[6]。

### イオンいかるが店
- 2010年 (平成22年) 11月26日 - イオンいかるが店跡地に開業[1]。

## テナント
- イオンいかるが店[1]。
- イオンバイク  - 奈良県1号店[1]（2015年閉店）
- イオンいかるが内簡易郵便局 - 2016年10月11日、竜田西の山簡易郵便局が移転・改称[8]
- meets.